# Stor-Gåstjärnen (Gideå socken, Ångermanland)
Stor-Gåstjärnen är en sjö i Örnsköldsviks kommun i Ångermanland och ingår i Husåns huvudavrinningsområde.